# بودنوور
بودنوور (به آلمانی: Bodenwöhr) یک شهر در آلمان است که در بایرن واقع شده‌است.

## خصوصیات
بودنوور ۵۱٫۹۱ کیلومترمربع مساحت دارد ۳۷۴ متر بالاتر از سطح دریا واقع شده‌است.